# 纹翅食蜜鸟
，是雀形目斑食蜜鸟科斑食蜜鸟属的一种鸟类。其种加词“striatus ”意为“有条纹的”。
纹翅食蜜鸟体重约11.44克，翼长约63.7毫米，嘴峰长约9毫米，喙宽度约3.4毫米，喙厚度约4毫米，跗蹠长约19.1毫米，尾长约30.7毫米。纹翅食蜜鸟在其分布区内为留鸟，其栖息在半开放的高大树木组成的森林中，食性为肉食性，主要食物来源是陆生无脊椎动物。

## 亚种
- ：分布于西澳大利亚州。
- ：分布于梅尔维尔岛和巴瑟斯特岛。
- ：分布于昆士兰州东部。
- ：分布于新南威尔士州东北部至维多利亚州东部和南部。
- ：分布于塔斯马尼亚、国王岛和弗林德斯岛；越冬于昆士兰州北部。
- ：分布于澳大利亚南部和中部。[4]